# Wiener Geigenbau
Der so genannte Wiener Geigenbau wird zurückgeführt bis zu einer ersten urkundlichen Erwähnungen der Wiener Lautenmacher aus dem 15. Jahrhundert.

## Geschichte
Aus dem 17. Jahrhundert haben sich bereits einige Saiteninstrumente von Wiener Meistern erhalten, die sich Ende des 17. Jahrhunderts zur „Lauten- und Geigenmacherinnung“ zusammenschließen.
Im 18. Jahrhundert erblüht der Geigenbau aufgrund der dynamischen wirtschaftlichen und kulturellen Entwicklung Wiens. Die Meister dieser Zeit sind fast durchweg aus Füssen eingewandert, so auch Antony Posch, Martin Matthias Fichtl (1649–1707), dessen Sohn Martin Mathias (II)(ca. 1682–1768) bereits in Wien geboren wurde, Johann Georg Thir (ca. 1710–1781), dessen Nachfolger Franz Geissenhof, der „Wiener Stradivari“ genannt wurde, oder Martin Stoß. Johann Georg Thirs Cousin, Matthias Thir, machte sich 1770 in Wien selbständig. Der Sohn von Matthias Thir war Anton Thir (eine andere Schreibweise: Tirr).
Im 19. Jahrhundert entsteht eine enge personelle und stilistische Verbindung der Geigenbauschulen Wiens, Prags und Budapests. Wichtigste Vertreter dieser sind Johann Baptist Schweitzer (Wien und Budapest), Jan Kulik (Wien und Prag), Gabriel Lemböck (Wien und Budapest; 1814–1892) und Thomas Zach (Prag, Wien, Budapest).
Nach dem Ende der Monarchie kommt es im 20. Jahrhundert zu einer Stagnation in der Geigenmacherkunst Wiens; in den letzten Jahrzehnten erfolgte ein Aufschwung durch Geigenbauer wie Hans Rombach oder Gerlinde Reutterer.